# Crocifisso di Santa Croce (Donatello)
Il Crocifisso di Santa Croce di Donatello è una scultura in legno policromo (168x173 cm), attribuita al 1406-1408 circa e conservata nella Cappella Bardi di Vernio in capo al transetto sinistro Santa Croce a Firenze.

## Storia
Secondo la testimonianza del Billi, ripresa e arricchita da Vasari nelle Vite quest'opera, nella cappella Barbigia, venne duramente criticata da Filippo Brunelleschi, che rimproverò all'amico Donatello di aver messo in croce un "contadino", per via dell'esasperato realismo. Sfidato a fare di meglio Brunelleschi avrebbe scolpito in risposta il solenne Crocifisso di Brunelleschi di Santa Maria Novella, alla vista del quale Donatello rimase così sbigottito da lasciar cadere in terra le uova che portava in grembo.
Oggi gli storici dell'arte tendono a smentire l'aneddoto, collocando le due opere a una decina di anni di distanza l'una dall'altra. Quella di Donatello viene comunque riconosciuta come anteriore e collocata al 1406-1408 circa, dopo cioè il viaggio a Roma del 1402-1404, in compagnia proprio di Brunelleschi.
L'opera è citata, ma non descritta, come di Donatello anche dall'Anonimo Magliabechiano, mentre Vasari, in una lettera a Matteo Benvenuti del 29 dicembre 1571, ricorda lo spostamento dell'opera nella cappella di San Luigi della famiglia Bardi, dove si trova attualmente.
L'identificazione del Crocifisso con quello della disputa è tutt'altro che unanime, essendo stati proposti nel tempo anche i nomi di altri scultori (tra cui Nanni di Banco), ma senza grande seguito, e nel 2019, secondo la tesi di Pinotti, di Michelangelo Buonarroti. Parronchi identificò l'opera citata nelle fonti con il crocifisso del Bosco ai Frati, oggi considerato generalmente un'opera della seconda metà del quattrocento.

### La narrazione di Vasari

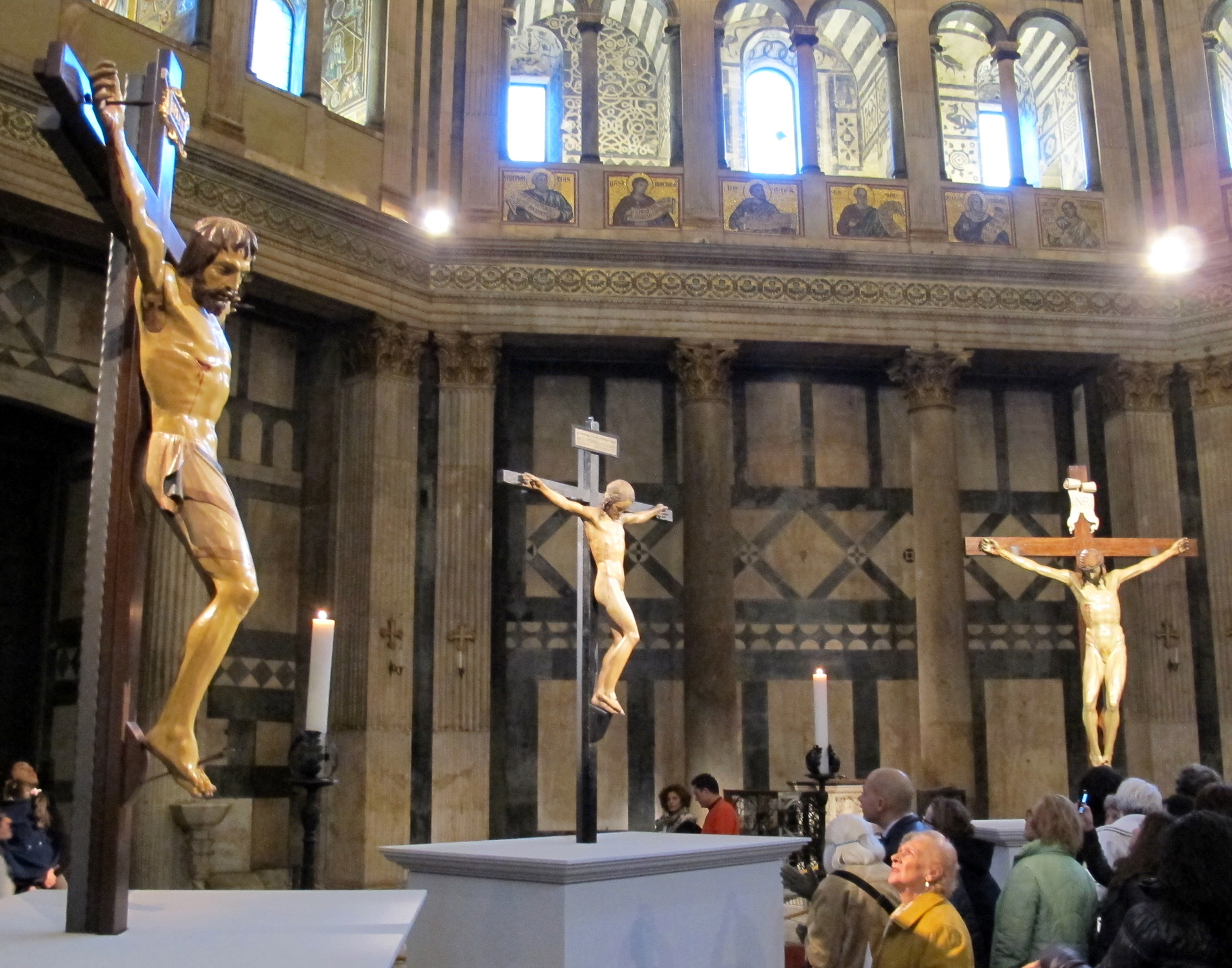
Installazione dei tre crocifissi (Firenze, 2012)

Fece con straordinaria fatica un crocifisso di legno, il quale quando ebbe finito, parendogli aver fatto una cosa rarissima, lo mostrò a Filippo di ser Brunellesco suo amicissimo, per averne il parere suo; il quale Filippo, che per le parole di Donato aspettava di vedere molto miglior cosa, come lo vide sorrise alquanto. Il che vedendo Donato, lo pregò, per quanta amicizia era fra loro, che gliene dicesse il parer suo; per che Filippo, che liberalissimo era, rispose che gli pareva che egli avesse messo in croce un contadino e non un corpo simile a Gesù Cristo, il quale fu delicatissimo, et in tutte le parti il più perfetto uomo che nascesse già mai. Udendosi mordere Donato, e più a dentro che non pensava, dove sperava essere lodato, rispose: “Se così facile fusse fare come giudicare, il mio Cristo ti parrebbe Cristo, e non un contadino: però piglia del legno e pruova a farne uno ancor tu”. Filippo, senza più farne parola, tornato a casa, senza che alcuno lo sapesse, mise mano a fare un Crucifisso, e cercando d'avanzare, per non condannar il proprio giudizio, Donato, lo condusse dopo molti mesi a somma perfezione. E ciò fatto, invitò una mattina Donato a desinar seco, e Donato accettò l'invito. E così, andando a casa di Filippo di compagnia, arrivati in Mercato Vecchio, Filippo comperò alcune cose, e datole a Donato, disse: “Aviati con queste cose a casa, e lì aspettami, che io ne vengo or ora”. Entrato dunque Donato in casa, giunto che fu in terreno, vide il Crucifisso di Filippo a un buon lume, e fermatosi a considerarlo, lo trovò così perfettamente finito, che vinto e tutto pieno di stupore, come fuor di sé, aperse le mani che tenevano il grembiule. Onde cascatogli l'uova, il formaggio e l'altre robe tutte, si versò e fracassò ogni cosa; ma non restando però di far le maraviglie e star come insensato, sopragiunto Filippo, ridendo disse: “Che disegno è il tuo, Donato? Che desinaremo noi avendo tu versato ogni cosa?”. “Io per me”, rispose Donato, “ho per istamani avuta la parte mia, se tu vuoi la tua, pigliatela. Ma non più, a te è conceduto fare i Cristi, et a me i contadini.

## Descrizione e stile
Il confronto tra i due crocifissi è esemplare per dimostrare le differenze personali tra i due padri del Rinascimento fiorentino, che nonostante la comunanza di intenti avevano concezioni personali del fare artistico molto diverse, se non talvolta opposte.
Il Cristo di Donatello è costruito sottolineando la sofferenza e la verità umana del soggetto, forse in accordo con le richieste dei committenti francescani, sempre interessati a figure patetiche che colpissero i fedeli comuni, facendoli partecipare tramite la compassione alle sofferenze di Gesù. L'opera ha infatti le spalle snodate e poteva essere deposto dalla Croce in occasione delle cerimonie della Settimana santa.
Il corpo sofferente è composto con un modellato energico e vibrante, che non fa concessione alla convenienza estetica: l'agonia è sottolineata dai lineamenti contratti, la bocca dischiusa, gli occhi semiaperti, la composizione sgraziata.
Con quest'opera Donatello sembra polemizzare contro le eleganze ellenizzanti di Lorenzo Ghiberti, ma anche con la compostezza armoniosa e matematica di Brunelleschi. Nel crocifisso di quest'ultimo infatti il Cristo è invece impostato secondo una studiata proporzionalità ed ha una solenne gravitas, caratteristica delle opere di Brunelleschi.
La storica dell'arte Gianna Pinotti ha proposto di riferire il rivoluzionario Crocifisso mobile di Santa Croce alla mano di Michelangelo Buonarroti, attraverso un percorso di indagine che lo collegherebbe alle opere del Maestro e ai suoi studi di anatomia presso il convento di Santo Spirito a Firenze, contestualizzandolo nell'ambito della dottrina di Savonarola, che poneva la "spietata immagine" del Crocifisso sofferente al centro della propria predicazione, e inserendolo, per la sua morfologia, nel teatro delle sacre rappresentazioni collegate al contesto devozionale di fine Quattrocento.

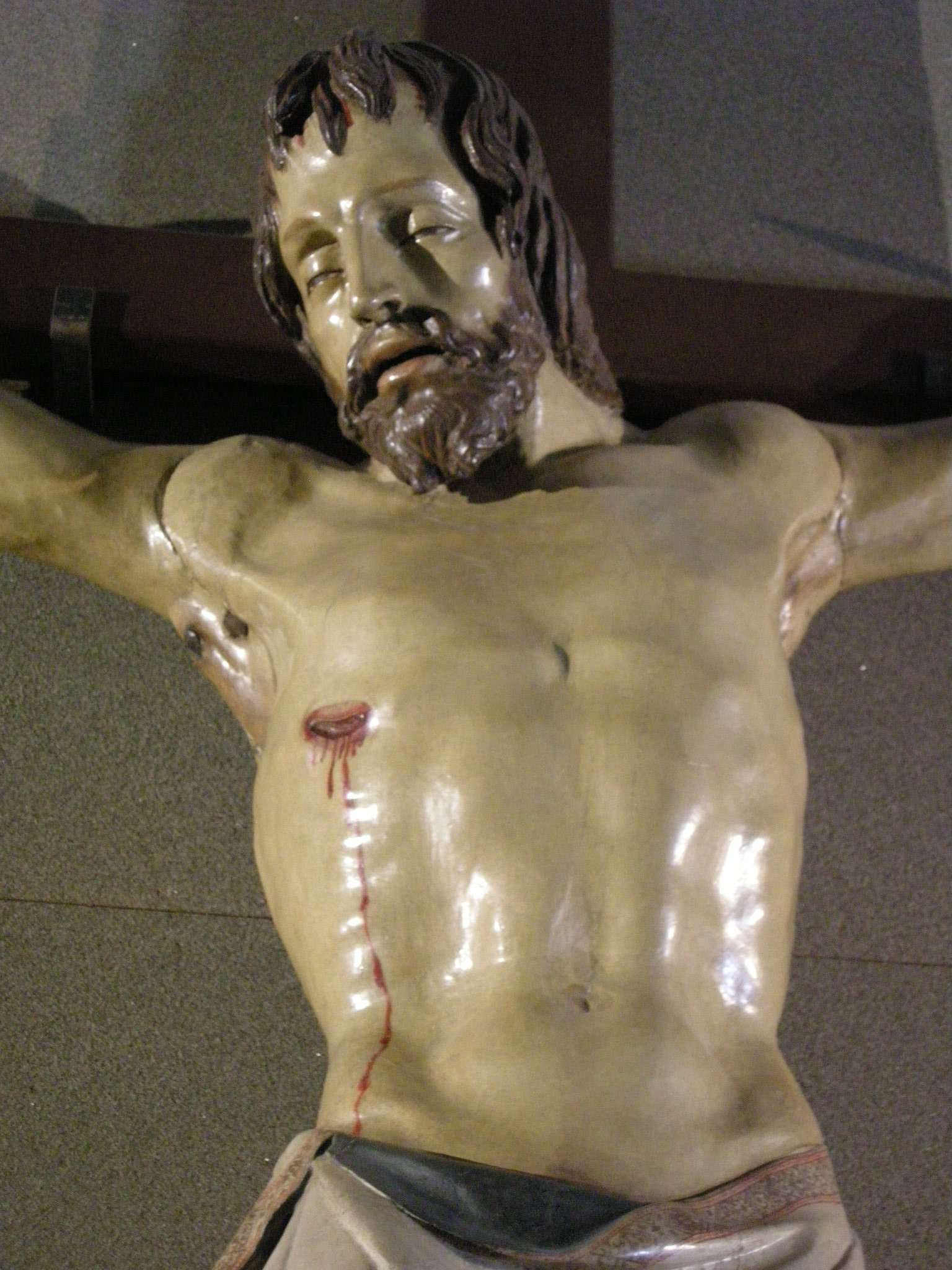
Crocifisso di Donatello, dettaglio
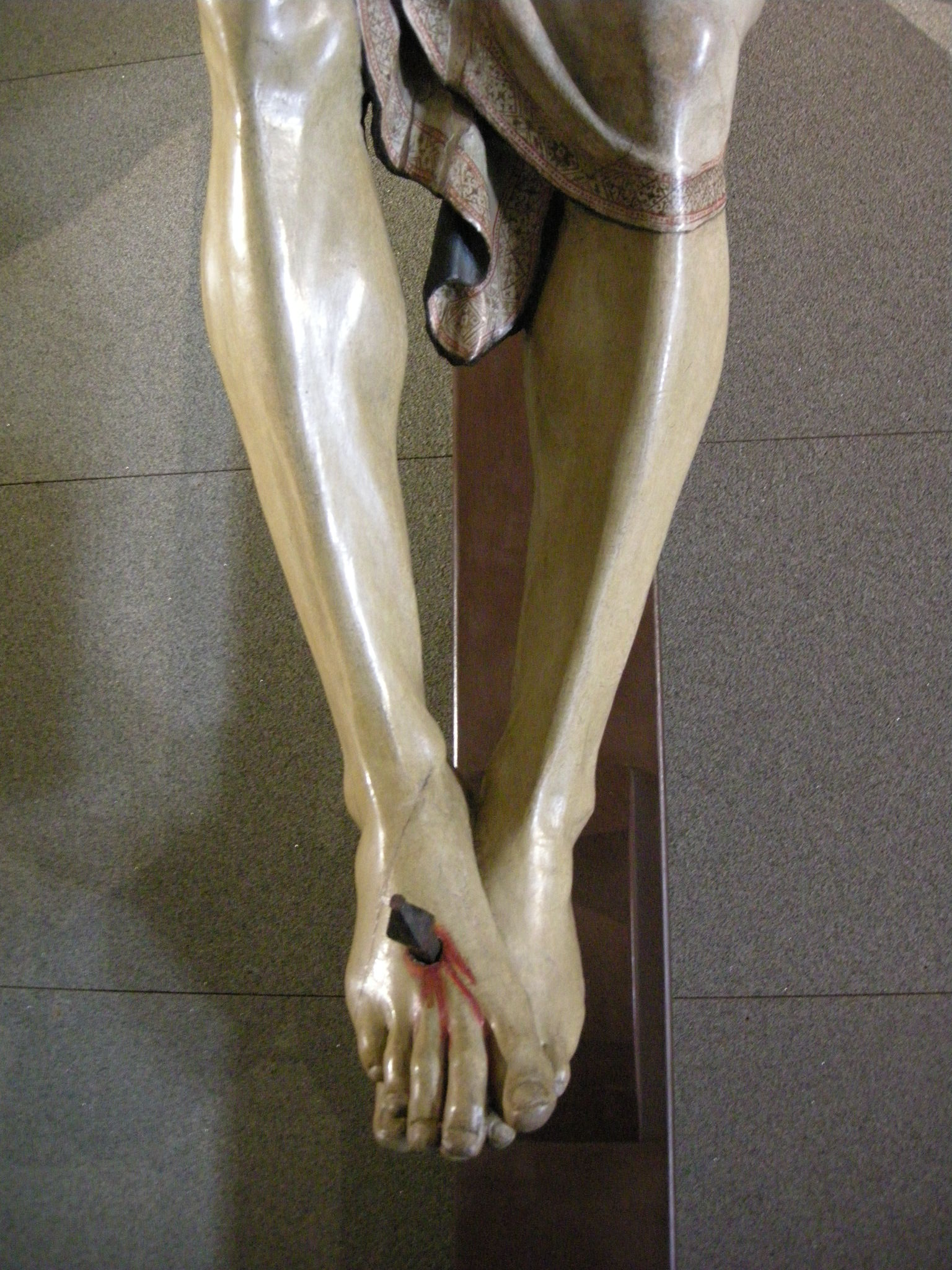
Crocifisso di Donatello, dettaglio
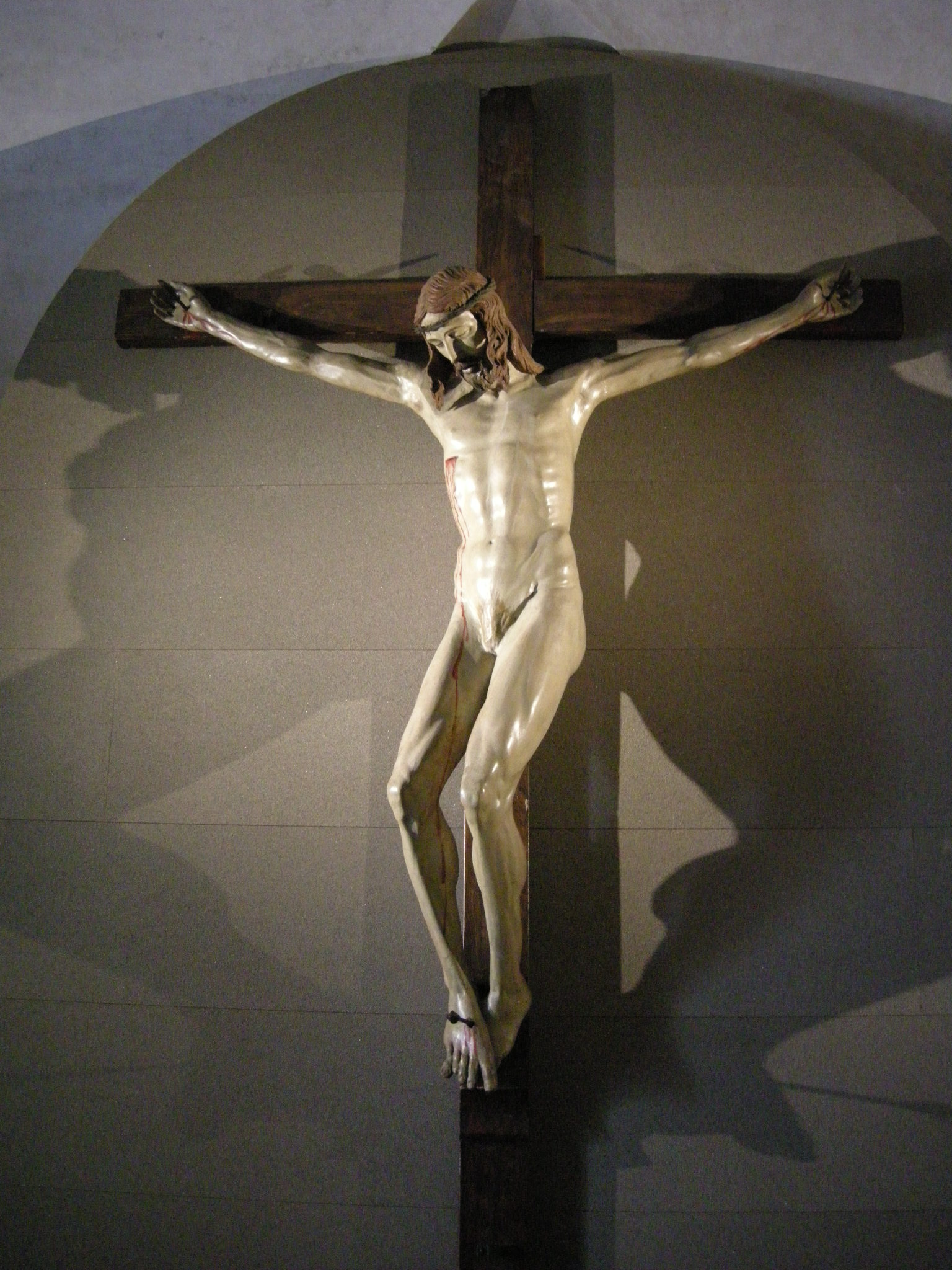
Crocifisso di Brunelleschi
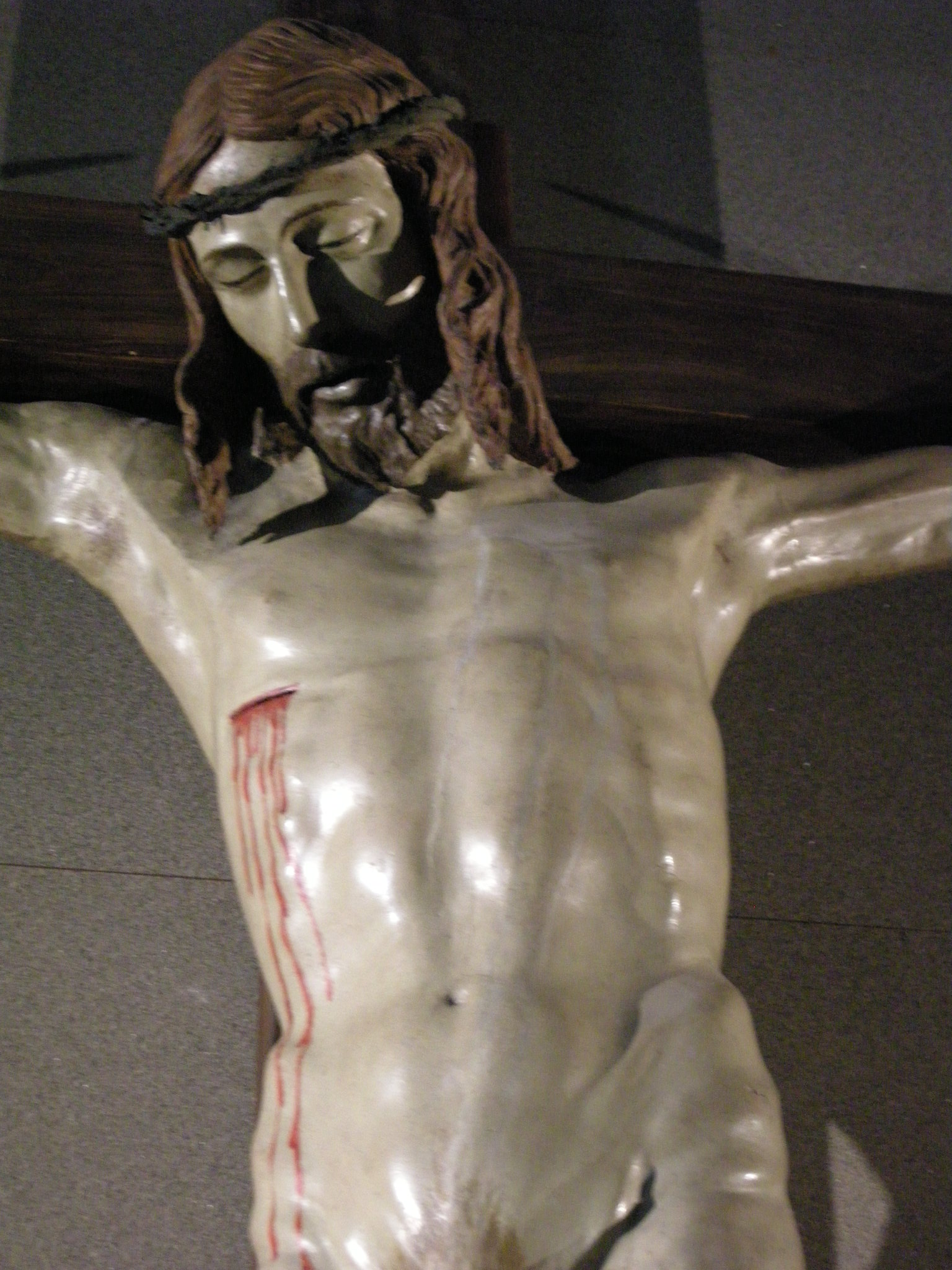
Dettaglio